# István Tarlós
István Tarlós (* 26. květen 1948, Budapešt) je maďarský politik, poslanec parlamentu a kandidát za Fidesz-KDNP na post Primátora hlavního města Budapešti v komunálních volbách 2006 a 2010. Od října 2010 do října 2019 zastával funkci v pořadí druhého primátora Budapešti. Jeho nástupcem se stal Gergely Karácsony.

## Biografie
Středoškolské studium získal na Árpád Gimnázium v městské části Óbuda. Poté musel nastoupit povinnou vojenskou službu ve městě Orosháza. Po jejím uplynutí studoval na vysokých školách, první diplom získal na Közlekedési és Távközlési Műszaki Főiskola, druhý na Ybl Miklós Műszaki Főiskola.
V roce 1989 se přidal k SZDSZ a o rok později byl v komunálních volbách společným kandidátem SZDSZ a Fidesz na post starosty Óbuda-Békásmegyer. V roce 1994 opustil SZDSZ a od té doby je nestranný
V komunálních volbách 2006 kandidoval István Tarlós jako nestraník s podporou Fidesz-KDNP na post primátora Budapešti. Porazil ho však úřadující starosta Gábor Demszky (SZDSZ), rozdíl výsledků byl pouhých 1,7%.
Následně byl v parlamentních volbách 2010 zvolen za Fidesz do parlamentu, a v komunálních volbách 2010 je opět kandidátem strany na post primátora hlavního města Budapešti. Získal 321 908 (53,37%) hlasů a stal se tak v pořadí druhým primátorem hlavního města Budapešti.
Po komunálních v říjnu roku 2019 se primátorem Budapešti stal Gergely Karácsony z hnutí Dialog za Maďarsko.

### Komunální volby 2006
| Kandidát      | Strana                          | Počet hlasů | Počet hlasů v % |
| ------------- | ------------------------------- | ----------- | --------------- |
| Gábor Demszky | SZDSZ–MSZP                      | 362 289     | 46,86%          |
| István Tarlós | Nezávislý, podpora: Fidesz–KDNP | 349 412     | 45,20%          |
| Kálmán Katona | MDF                             | 46 367      | 6,00%           |
| László Zsinka | MIÉP                            | 10 791      | 1,40%           |
| Péter Székely | MKMP                            | 4 212       | 0,54%           |
| Celkem        |                                 | 773 071     | 100%            |

### Komunální volby 2010
| Kandidát      | Strana      | Počet hlasů | Počet hlasů v % |
| ------------- | ----------- | ----------- | --------------- |
| István Tarlós | Fidesz-KDNP | 321 908     | 53,37           |
| Csaba Horváth | MSZP        | 177 783     | 29,47           |
| Benedek Jávor | LMP         | 59 638      | 9,89            |
| Gábor Staudt  | Jobbik      | 43 839      | 7,27            |

## Ocenění
- Řád Polské republiky za zásluhy (2008)
- Magyar Köztársasági Érdemrend Kiskeresztje
- Szent Gellért-díj arany fokozata
- Eötvös József aranyérem
- Henszlmann Imre-díj
- Magyar Urbanisztikáért emlékérem
- Hűség a Hazáért Nagykereszt
- Civil Szervezetekért Díja
- Polgármesteri Arany Pecsétgyűrű Díj
- A székelyudvarhelyi önkormányzat ezüstérme
- Palatinus-díj (Komárno)
- Óbuda-Békásmegyer díszpolgára (2007)

## Díla
- István Tarlós: Szülőfalunk Békásmegyer, Budapest, 1997, ISBN 963-04-7791-2
- István Tarlós: Vendégjárás Budapesten, Budapest, 2008, ISBN 978-963-9862-04-3
- Károly Boros: Tarlós, Budapest, Magyar Ház, 2007, ISBN 978-963-9335-48-6